# Anaemotettix proxima
Anaemotettix proxima är en insektsart som beskrevs av Korolevskaya 1980. Anaemotettix proxima ingår i släktet Anaemotettix och familjen dvärgstritar. Inga underarter finns listade i Catalogue of Life.